# Mohamed Chakouri
Mohamed Chakouri (Arabisch: محمد شاقوري) (Arles, 21 mei 1986) is een Franse voetballer. Voorlopig zit hij zonder club. Op 18 december 2010 werd zijn contract bij Sporting Charleroi ontbonden. Voorheen speelde hij voor Montpellier HSC.
Hij kwam in het verleden ook uit voor de Franse nationale jeugdselecties. Met de nationale U19 won hij in 2005 het Europees kampioenschap voetbal mannen onder 19. Daarnaast maakte hij ook deel uit van de U20-selectie. In mei 2010 werd hij voor het eerst opgeroepen door de Algerijnse nationale ploeg.